# Manès Sperber
Manès Sperber (Zabłotów, 12 dicembre 1905 – Parigi, 5 febbraio 1984) è stato uno scrittore, saggista e psicologo austriaco.
Alcuni dei suoi lavori sono stati pubblicati sotto gli pseudonimi Jan Heger e N.A. Menlos.
Sperber è cresciuto nello shtetl di Zabłotów in una famiglia Chassidica. Nell'estate del 1916 la famiglia fuggì dalla guerra rifugiandosi a Vienna, dove il giovane Manès si iscrisse al movimento giovanile sionista dell'Hashomer Hatzair. Precedentemente egli aveva rifiutato di divenire Bar Mitzva, abbandonando così il percorso all'interno della religione ebraica. Nell'Hashomer Hatzair incontra Alfred Adler, il fondatore della psicologia individuale, di cui diviene studente e collaboratore. Il rapporto si interromperà nel 1932 a causa delle divergenze di opinione a proposito delle connessioni tra psicologia individuale e marxismo.
Nel 1927 Sperber si trasferì a Berlino e si iscrisse al partito comunista. Tenne lezioni presso il Berliner Gesellschaft für Individualpsychologie, istituto di psicologia individuale a Berlino. Dopo l'ascesa al potere di Hitler, Sperber fu incarcerato, ma poi liberato in quanto era a quell'epoca un cittadino polacco. Emigrò quindi in Iugoslavia e successivamente, nel 1934 a Parigi, dove lavorò per l'Internazionale comunista con Willi Münzenberg. Nel 1938 lasciò il partito a causa delle grandi epurazioni staliniste nell'ambito del partito. Nei suoi scritti iniziò a trattare del totalitarismo e del ruolo dell'individuo nella società (Zur Analyse der Tyrannis).
Nel 1939 Sperber fu volontario nell'esercito francese e, dopo la sconfitta, si rifugiò a Cagnes, nella cosiddetta "zone libre" ("zona libera") della Francia, e in seguito dovette rifugiarsi con la famiglia in Svizzera nel 1942, quando iniziarono le deportazioni degli ebrei anche in quella zona.
Dopo la fine della guerra, nel 1945, ritornò a Parigi e lavorò come scrittore e redattore capo presso la casa editrice Calmann-Lévy. Pubblicò diverse opere di narrativa, una trilogia autobiografica e numerosi saggi di filosofia, politica, letterature e psicologia.
Manès Sperber è padre dello storico italiano Vladimir Sperber e dello scienziato cognitivo e antropologo francese Dan Sperber. La sua prima moglie, Miriam Sperber, emigrò successivamente a Champaign (Illinois, USA) e divenne consulente psicologica del "Psychological and Counseling Center" di quella città. Suo fratello maggiore, Milo Sperber, fu attore cinematografico inglese e passò i suoi ultimi anni di vita in giro per la Gran Bretagna a leggere le opere di suo fratello Manès.
Manès Sperber morì il 5 febbraio 1984 a Parigi. È sepolto presso il cimitero di Montparnasse.

## Premi e onorificenze
- 1967 Remembrance Award dalla "World Federation of Bergen-Belsen Associations"
- 1971 Literaturpreis der Bayerischen Akademie der Schönen Künste
- 1971 Österreichisches Ehrenkreuz für Wissenschaft und Kunst, I Classe
- 1973 Hansischer Goethe-Preis
- 1973 Ehrendoktorwürde dalla Sorbona, Parigi
- 1974 Premio letterario della città di Vienna
- 1975 Georg-Büchner-Preis
- 1977 Franz-Nabl-Preis
- 1977 Großer Österreichischer Staatspreis für Literatur
- 1979 Prix européen de l'essai
- 1979 Buber-Rosenzweig-Medaille
- 1983 Friedenspreis des Deutschen

## Opere
(DE) 
- Charlatan und seine Zeit (1924, Neuaufl. Graz, Steirische, 2004)
- Alfred Adler - Der Mensch und seine Lehre - Ein Essay. Wien (1926)
- Zur Analyse der Tyrannis (1939, wieder zus. mit anderem Essay 1975)
- Wie eine Träne im Ozean (1961), Monaco 1980, ISBN 3-423-01579-9.
  - Der verbrannte Dornbusch (1949)
  - Tiefer als der Abgrund (1950)
  - Die verlorne Bucht (1955)
- Die Achillesferse (1960)
- Zur täglichen Weltgeschichte (1967)
- Alfred Adler oder Das Elend der Psychologie. Vienna (1970)
- Leben in dieser Zeit, sieben Fragen zur Gewalt. Europaverlag, Vienna 1972, ISBN 3-203-50420-0,
- Wir und Dostojewski: eine Debatte mit Heinrich Böll  (1972)
- Zur Analyse der Tyrannis. Das Unglück, begabt zu sein. Zwei sozialpsychologische (saggi). Vienna (1975)
- All das Vergangene
  - Die Wasserträger Gottes (1974)
  - Die vergebliche Warnung (1975)
  - Bis man mir Scherben auf die Augen legt (1977)
- Individuum und Gemeinschaft (1978) Ullstein Taschenbuch 39023 ISBN 3-548-39023-4.
- Sieben Fragen zur Gewalt (1978)
- Churban oder Die unfaßbare Gewißheit (1979)
- Der freie Mensch (1980)
- Nur eine Brücke zwischen Gestern und Morgen (1980)
- Die Wirklichkeit in der Literatur des 20. Jahrhunderts (1983)
- Ein politisches Leben - con Leonhard Reinisch (1984)
- Geteilte Einsamkeit - Der Autor und seine Leser (1985) (saggio)
- Der schwarze Zaun (1986) (frammento di romanzo)
- Kultur ist Mittel, kein Zweck (2010) Residenz Verlag, ISBN 978-3-7017-1553-4.

(FR) 
- Le Talon d'Achille - 1957, Parigi, Calmann-Lévy
- Ces temps-là - 1976,  Parigi,  Calmann-Lévy
- Porteurs d'eau - 1976,  Parigi, Calmann-Lévy
- Le Pont inachevé - 1977,  Parigi,  Calmann-Lévy
- Alfred Adler et la psychologie individuelle - 1972,  Parigi, Gallimard
- Au delà de l'oubli - 1979,  Parigi, Calmann-Lévy
- Plus profond que l'abîme - 1980, Parigi, le Livre de poche
- Et le buisson devint cendre - 1990 et 2008,  Parigi, O. Jacob
- Les Visages de l'histoire - 1990,  Parigi, O. Jacob
- Être juif- 1994,  Parigi, O. Jacob
- Psychologie du pouvoir - 1995,  Parigi, O. Jacob

(IT)  (tradotti)
- Il roveto in cenere [Tit. orig.: Der verbrannte Dornbusch, trad. di Giuseppe Bianmichetti ], Mondadori, 1954/1981
- Gli acquaioli di Dio [Tit. orig.: Die Wasserträger Gottes, trad. di Magda Olivetti], Marietti, 1990
- Il tallone d'Achille: saggi [Tit. orig.: Le talon d'Achille, trad. di Liliana Magrini], Mondadori, 1962